# Sera (klooster)

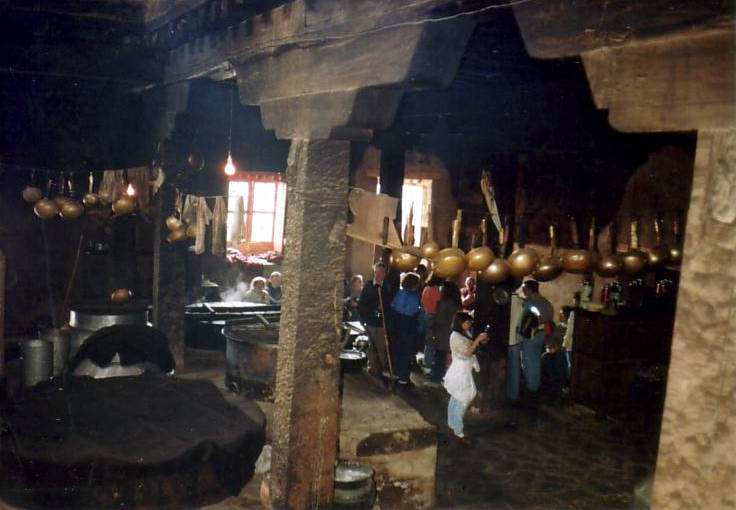
Keuken in Sera

Sera is een van de drie grote kloosters van de gelug van Tibet. De andere twee zijn Ganden en Drepung. De drie kloosters liggen in de onmiddellijke omgeving van Lhasa.
De oorsprong van de naam Sera is niet zeker, maar wordt vermoed in het feit dat de oorspronkelijke plaats waar Sera gebouwd werd, omringd was door wilde rozen (se ra in het Tibetaans). Het oorspronkelijke Sera-klooster bevond zich in Lhasa, ongeveer 5 km ten noorden van de Jokhang-tempel. Nadat het verwoest werd bij de machtsovername na de opstand in Tibet van 1959, werd het herbouwd in Bylakuppe in India, in de buurt van Mysore.

## Geschiedenis
Sera werd gesticht in 1419 door Jamchen Chojey (Sakya Yeshe), een leerling van Tsongkhapa. Net als Drepung en Ganden gaf Sera colleges in allerlei Tibetaans boeddhistisch onderwijs en bood het de basisinstructie voor de monniken. Sera Jey Dratsang werd gebouwd in 1435, was het grootst en werd voorbehouden aan zwervende monniken, in het bijzonder aan Mongolen. Ngagpa Dratsang werd gebouwd in 1559 en was een school voor de leer van de gelug-tantra's.
In 1959 huisvestte Sera meer dan 5000 monniken. Ondanks dat het zwaar beschadigd is, staat het eind 20e eeuw nog steeds overeind, is het grotendeels gerestaureerd en biedt het onderdak aan een paar honderd monniken.
Gezien geen van de Ngagpa Dratsang (Tantrish College) de invasie overleefden, werden alleen het Sera Mey College en het Sera Jey College opnieuw in India voortgezet.
De abt Ketsang Rinpoche voerde de zoekgroep aan in 1937 die de veertiende dalai lama Tenzin Gyatso, toen nog Lhamo Döndup, aantrof in het dorp Taktser.
Sera staat sinds 1982 op de lijst van culturele erfgoederen in de Tibetaanse Autonome Regio.